# ホワイト郡 (インディアナ州)
ホワイト郡（英: White County）は、アメリカ合衆国インディアナ州の北西部に位置する郡である。2010年国勢調査での人口は24,643人であり、2000年の25,267人から2.5%減少した。郡庁所在地はモンティチェロ市（人口5,378人）であり、同郡で人口最大の都市でもある。

## 歴史
ホワイト郡は1834年に設立された。郡名はイリノイ州イクオリティ出身のアイザック・ホワイトに因んで名付けられた。ホワイトはイリノイ州民兵隊の大佐であり、プロフェッツタウンへの行軍では民兵の兵卒として志願していた。ケンタッキー州のジョセフ・ハミルトン・デイビースの指揮下に就いた。この二人はビンセンズで互いに尊敬する印として帯剣を交換した。1811年のティッペカヌーの戦いで二人とも戦死し、バトルグラウンドの共通墓地に埋葬された。

## 地理
アメリカ合衆国国勢調査局に拠れば、郡域全面積は508.68平方マイル (1,317.5 km2)であり、このうち陸地505.12平方マイル (1,308.3 km2)、水域は3.56平方マイル (9.2 km2)で水域率は0.70%である。

### 主要高規格道路
| - 州間高速道路65号線 - アメリカ国道24号線 - アメリカ国道231号線 - アメリカ国道421号線 | - インディアナ州道16号線 - インディアナ州道18号線 - インディアナ州道39号線 - インディアナ州道43号線 - インディアナ州道119号線 |

### 鉄道
- CSXトランスポーテーション
- トレド・ピオリア・アンド・ウェスタン鉄道

### 隣接する郡
- プラスキ郡 - 北
- カス郡 - 東
- キャロル郡 - 南東
- ティピカヌー郡 - 南
- ベントン郡 - 西
- ジャスパー郡 - 北西

## 気候と気象
近年、郡庁所在地であるモンティチェロ市の平均気温は1月の17°F (-8 ℃) から7月の86°F (30 ℃) まで変化している。過去最低気温は1963年1月に記録された-25°F (-32 ℃) であり、過去最高気温は1954年7月に記録された107°F (42 ℃) である。月間降水量は2月の1.94インチ (49 mm) から7月の4.16インチ (106 mm) まで変化している。

## 郡政府
郡政府は憲法による政体であり、インディアナ州憲法とインディアナ州法典によって特別の権力を認められている。

### 郡政委員会
郡政委員会は郡政府の立法府であり、郡の歳出や歳入を管理している。委員は郡内の選挙区から選出され、任期は4年間である。給与、年間予算、特別支出を設定する責任がある。郡レベルで所得税や資産税、消費税、サービス税を課する限定付き権限があるが、所得税と資産税は州の承認を要する。

### 行政委員会
行政委員会は郡政府の行政府である。委員は郡全体を選挙区に選出され、任期は4年間で2年毎に半数が改選される。委員の一人、通常は最も経験のある者が議長になる。行政委員会は郡政委員会が決めた法を実行し、税金を集め、郡政府の日々の機能を管理する責任がある。

### 郡裁判所
郡は幾らかの民事訴訟を扱うことのできる小規模裁判所を維持している。判事は4年間任期で選出され、インディアナ州法廷弁護士協会の会員でなければならない。判事を補助するのがコンスタブルと呼ばれる法執行官であり、やはり4年間任期で選出される。特定の事件における判決に対しては、州レベルの巡回裁判所に控訴できる。

### 郡政府役人
上記以外に、保安官、検視官、監査官、財務官、登記官、測量師および巡回裁判所事務官が選挙で選ばれている。任期は4年間であり、郡政府の異なる部門を監督している。郡政府に選ばれる役人は支持政党を公にすることが求められ、また郡の住人でなければならない。

## 人口動態
以下は2000年の国勢調査による人口統計データである。
| 基礎データ - 人口: 25,267人 - 世帯数: 9,727 世帯 - 家族数: 7,090 家族 - 人口密度: 19人/km2（50人/mi2） - 住居数: 12,083軒 - 住居密度: 9軒/km2（24軒/mi2） 人種別人口構成 - 白人: 95.20% - アフリカン・アメリカン: 0.16% - ネイティブ・アメリカン: 0.25% - アジア人: 0.25% - 太平洋諸島系: 0.04% - その他の人種: 3.19% - 混血: 0.92% - ヒスパニック・ラテン系: 5.34% 先祖による構成 - ドイツ系：27.7% - アメリカ人：21.1% - イギリス系：9.2% - アイルランド系：8.6% | 年齢別人口構成 - 18歳未満: 25.8% - 18-24歳: 7.8% - 25-44歳: 27.8% - 45-64歳: 23.8% - 65歳以上: 14.8% - 年齢の中央値: 38歳 - 性比（女性100人あたり男性の人口） - 総人口: 96.8 - 18歳以上: 93.5 世帯と家族（対世帯数） - 18歳未満の子供がいる: 32.4% - 結婚・同居している夫婦: 60.4% - 未婚・離婚・死別女性が世帯主: 8.4% - 非家族世帯: 27.1% - 単身世帯: 22.6% - 65歳以上の老人1人暮らし: 11.2% - 平均構成人数 - 世帯: 2.57人 - 家族: 2.99人 収入と家計 - 収入の中央値 - 世帯: 40,707米ドル - 家族: 46,436米ドル - 性別 - 男性: 33,232米ドル - 女性: 21,431米ドル - 人口1人あたり収入: 18,323米ドル - 貧困線以下 - 対人口: 7.0% - 対家族数: 4.3% - 18歳未満: 8.8% - 65歳以上: 8.3% |

## 郡区
ホワイト郡は下記12の郡区に分割されている。
| - ビッグクリーク - カス - ハニークリーク - ジャクソン | - リバティ - リンカーン - モノン - プレーリー | - プリンストン - ラウンドグローブ - ウェストポイント - ユニオン |

## 都市と町
| - ブルックストン - バッファロー - バーネッツビル - シャルマーズ - モノン | - モンティチェロ - 郡庁所在地 - ノーウェイ - レイノルズ - ウォルコット |

### 未編入の町
- シーダーポイント
- イーストモンティチェロ
- ヘッドリー
- アイダビル

## 教育
ホワイト郡の公立学校はフロンティア学校法人、ノースホワイト学校法人、トリ・カウンティ学校法人、ツインレイクス学校法人によって管理されている。